# Boophis williamsi
Boophis williamsi is een kikker uit de familie gouden kikkers (Mantellidae). De soort werd voor het eerst wetenschappelijk beschreven door Jean Marius René Guibé in 1974. De soort behoort tot het geslacht Boophis. De soortaanduiding williamsi is een eerbetoon aan Ernest Edward Williams.

## Leefgebied
De kikker is endemisch in Madagaskar. De soort heeft een verspreidingsgebied tussen de 10 en 100 km2 en staat mede daardoor als ernstig bedreigd op de IUCN Rode Lijst. De soort leeft rondom de Ankaratra op een hoogte boven de 2100 meter boven zeeniveau.

## Synoniemen
- Rhacophorus williamsi Guibé, 1974